# Jay Kelly
Jay Kelly ist eine romantische Filmkomödie / Tragikomödie von Noah Baumbach. Der in New York und London spielende Film mit George Clooney in der Titelrolle und Adam Sandler, Billy Crudup, Laura Dern und Grace Edwards in weiteren Rollen soll Ende August 2025 bei den Internationalen Filmfestspielen von Venedig seine Premiere feiern, wo er im Hauptwettbewerb um den Goldenen Löwen gezeigt wird. Mitte November 2025 soll Jay Kelly in die US-Kinos kommen und Anfang Dezember 2025 in das Programm von Netflix aufgenommen werden.

## Handlung
Der berühmte Filmschauspieler Jay Kelly und sein alter Freund und Manager Ron entdecken bei einem chaotischen Wiedersehen am Wochenende ihren jugendlichen Geist wieder und erleben dabei urkomische Missgeschicke und ergreifende Momente, die sie dazu zwingen, endlich erwachsen zu werden.

## Produktion

### Filmstab, Besetzung und Dreharbeiten

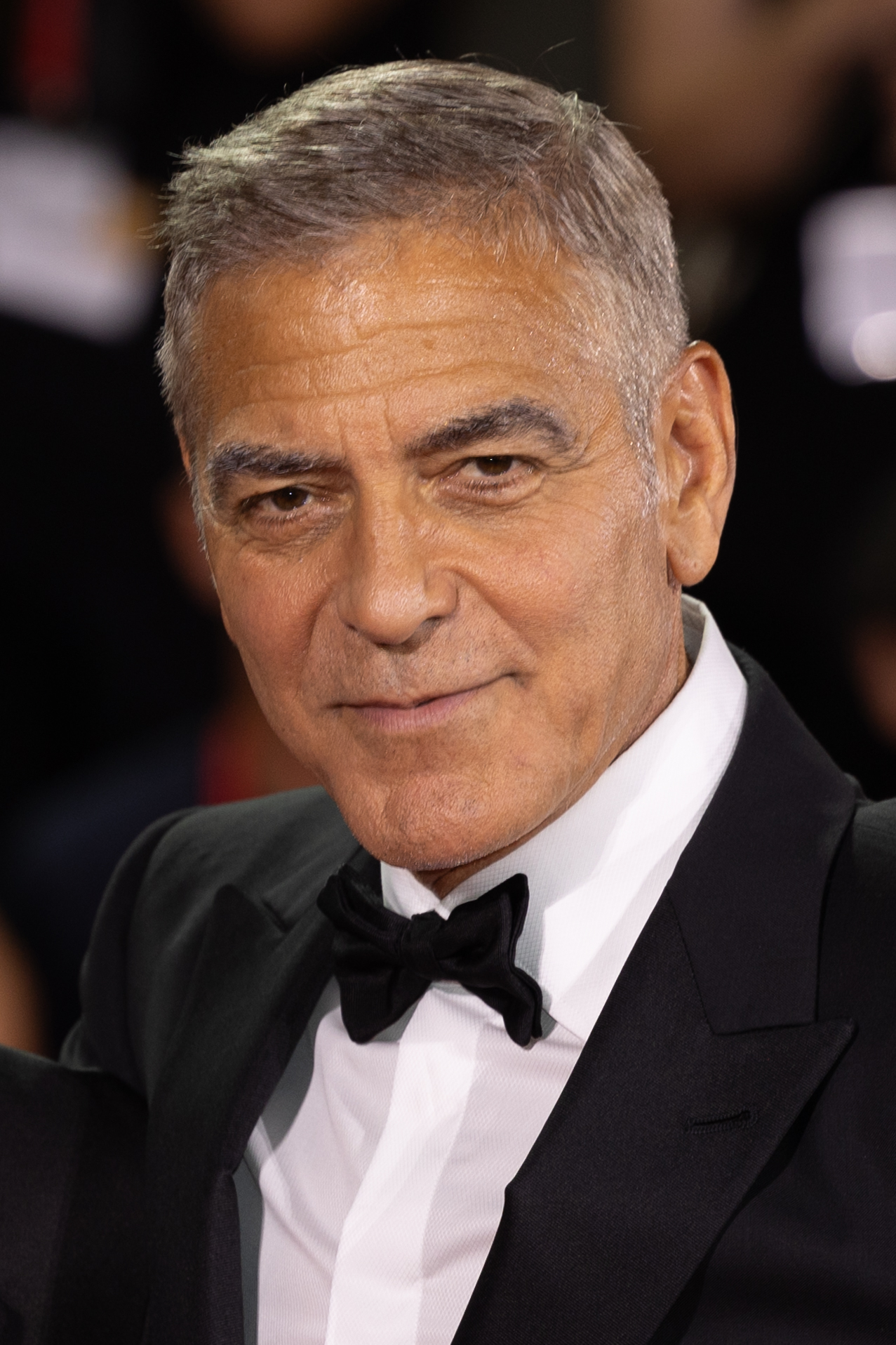
George Clooney spielt in der Titelrolle Jay Kelly

Regie führte Noah Baumbach, der gemeinsam mit Emily Mortimer auch das Drehbuch schrieb. Baumbach ist bekannt für Indie-Klassiker Der Tintenfisch und der Wal und Frances Ha. Sein Film Marriage Story aus dem Jahr 2019 wurde mehrfach für den Oscar nominiert.
George Clooney spielt in der Titelrolle Jay Kelly und Adam Sandler seinen alten Freund Ron. Sandler war bereits in Baumbachs Tragikomödie The Meyerowitz Stories (New and Selected) von 2017 in der Hauptrolle zu sehen. Grace Edwards spielt Kellys jüngste Tochter, Stacy Keach seinen Vater, Riley Keough seine älteste Tochter und Laura Dern seine Verlegerin Liz,. Zur weiteren Besetzung gehören Baumbachs Ehefrau Greta Gerwig, seine Koautorin Emily Mortimer, Billy Crudup, Patrick Wilson, Isla Fisher, Jim Broadbent, Eve Hewson und Alba Rohrwacher. Das Casting übernahmen Douglas Aibel und Nina Gold.
Die Dreharbeiten fanden von März bis Mai 2024 statt. Als Kameramann fungierte der schwedische Oscar-Preisträger Linus Sandgren, der Jay Kelly auf 35-mm-Film drehte.

### Filmmusik, Marketing und Veröffentlichung
Die Filmmusik komponierte Nicholas Britell, der in der Vergangenheit für die meisten Film- und Serienprojekte von Barry Jenkins verantwortlich zeichnete und zuletzt für Adam McKays Schwarze Komödie Don’t Look Up und Maria Schraders Filmdrama She Said tätig war.
Erstes Bildmaterial wurde Anfang Mai 2025 veröffentlicht, ein erster Trailer Anfang August 2025. Die Premiere des Films ist am 28. August 2025 bei den Internationalen Filmfestspielen von Venedig geplant , wo er im Hauptwettbewerb um den Goldenen Löwen gezeigt wird. Ende September, Anfang Oktober 2025 sind Vorstellungen beim New York Film Festival geplant. Am 14. November 2025 soll er in ausgewählte US-Kinos kommen und am 5. Dezember 2025 auf Netflix verfügbar sein.

## Rezeption

### Altersfreigabe
In den USA erhielt der Film  ein R-Rating, was einer Freigabe ab 17 Jahren entspricht.

### Auszeichnungen
Internationale Filmfestspiele von Venedig 2025
- Nominierung für den Goldenen Löwen